# دوباما آسیایونه
تاکینز (برمه‌ای: တို့ဗမာအစည်းအရုံး) یک گروه ملی‌گرایی برمه‌ای بود که در حدود دهه ۱۹۳۰ تشکیل شد و متشکل از روشنفکران جوان و ناراضی بود. این حزب با برگرفتن نام خود از نحوه خطاب انگلیسی‌ها در دوران استعمار، توسط با تاونگ در ماه مه ۱۹۳۰ تأسیس شد و عناصر ملی‌گرای سنتی بودایی و آرمان‌های سیاسی تازه را گرد هم آورد.